# Jennifer Gentle
A Jennifer Gentle olasz pszichedelikus/acid rock együttes.

## Története
1999-ben alakult Padovában. Nevük a Pink Floyd "Lucifer Sam" című dalából származik 
(a zenekarra nagy hatással volt a Pink Floyd). Marco Fasolo és Alessio Gastaldello alapította. Első nagylemezük 2001-ben jelent meg. Korai lemezeiket a Silly Boy Entertainment jelentette meg, a későbbi lemezeiket a Sub Pop Records, Heron Entertainment illetve A Silent Place kiadók adják ki.

## Diszkográfia
- I Am You Are (2001)
- Funny Creatures Lane (2002)
- The Wrong Cage (EP, 2002)
- Valende (2004)
- A New Astronomy (2006)
- Sacramento Sessions/5 of 3 (koncertalbum, 2006)
- The Midnight Room (2007)
- Evanescent Land (2008)
- Live in the House of God (koncertalbum, 2008)
- Concentric (2010)
- Jennifer Gentle (2019)